# 重回十二月
《重回十二月》是美國創作歌手泰勒·斯威夫特的一首歌曲，收錄於她的第3張錄音室專輯《爱的告白》中。歌曲於2010年11月15日送往美國鄉村電台作為專輯的第2支單曲發行。歌曲由泰勒絲創作，並由斯威夫特及内森·查普曼共同製作。斯威夫特表示，《重回十二月》是她第一次以歌曲的形式向人道歉。外界認為這首歌曲是寫給斯威夫特前男友泰勒·洛納的，之後被洛納承認。《重回十二月》被認為是一首管弦鄉村流行抒情曲，其歌詞表達了希望得到前任戀人對分手這件事的原諒之情。
《重回十二月》獲得了樂評的好評，樂評稱讚其為《愛的告白》的亮點之一，其歌詞、旋律與演唱均獲得了讚譽。商業上，歌曲在美國《告示牌》百強單曲榜最高排第6名，在加拿大則最高排第7名。分榜單中，歌曲在熱門鄉村歌曲榜最高排第3名。國際上，歌曲在紐西蘭和澳大利亞分獲第24和26的最高排位。
歌曲的音樂錄影帶由木童執導，展現了斯威夫特與男友分手之後的生活。錄影帶獲得了樂評中上等的評價。一些樂評讚美了其塑造憂鬱心情的視覺場景，而一些則批評其敘事部分不充分。斯威夫特在許多場合現場表演了歌曲，包括第44屆鄉村音樂協會獎和第38屆全美音樂獎。

## 背景與創作
斯威夫特透露，《重回十二月》是一首寫給前男友的道歉歌，這是她從未嘗試過的道歉形式。她表示：“我之前一直覺得我不會需要用一首歌去道歉。但過去兩年來，我經歷了許多，也領悟到了許多。有時候，你領悟得太晚了，因此，你需要為你的粗心而道歉。”外界認為，斯威夫特的這首歌是寫給前男友，《暮光之城》演員泰勒·洛納的。他們是根據歌詞“你古銅色的皮膚，你甜美的微笑”，以及專輯內頁隱藏的“TAY”猜想的。2016年，洛納在宣傳電視劇《尖叫女王》承認了這些傳言。2010年10月12日，在《愛的告白》發佈之前，《重回十二月》最早作為專輯的宣传单曲在iTunes Store上獨家發行。2010年11月15日，歌曲發行為專輯的第2支正式單曲。

## 發行型式與曲目
- 美國/英國/歐洲數位下載[9][10][11]

1. "Back to December" – 4:54

- 美國數位下載（原音版）[12]

1. "Back to December" (Acoustic Version) – 4:52

## 銷售榜單與認證
| 榜單（2010年-2011年）                | 最高 排位 |
| ------------------------------------ | --------- |
| 澳大利亚（澳大利亚唱片业协会單曲榜） | 26        |
| 加拿大（Canadian Hot 100）           | 7         |
| 新西兰（新西兰唱片音乐协会单曲榜）   | 24        |
| 美国（《告示牌》百大單曲榜）         | 6         |
| 美國（《告示牌》成人當代單曲榜）     | 14        |
| 美國（《告示牌》Adult Pop Airplay）  | 11        |
| 美國（《告示牌》热门乡村歌曲榜）     | 3         |
| 美國（《告示牌》Pop Airplay）        | 11        |

| 榜單（2011年）                     | 排位 |
| ---------------------------------- | ---- |
| 美國（《告示牌》百強單曲榜）       | 74   |
| 美國（《告示牌》熱門鄉村歌曲榜）   | 38   |
| 美國（《告示牌》當代成人單曲榜）   | 30   |
| 美國（《告示牌》成人四十強單曲榜） | 42   |
| 美國（《告示牌》電台歌曲榜）       | 58   |

## 銷售認證
| 地區                                     | 认证    | 认证单位/销量 |
| ---------------------------------------- | ------- | ------------- |
| 澳大利亚（澳大利亚唱片业协会）           | 2× 白金 | 140,000‡      |
| 巴西（巴西唱片業協會）                   | 白金    | 60,000‡       |
| 加拿大（加拿大音乐协会）                 | 金      | 40,000*       |
| 英国（英国唱片业协会）                   | 银      | 200,000‡      |
| 美国（美國唱片業協會）                   | 2× 白金 | 2,000,000‡    |
| *僅含認證的實際銷量 ‡僅含認證的+實際銷量 |         |               |

## 發行地區與時程
| 國家 | 日期           | 型式     | 廠牌       |
| ---- | -------------- | -------- | ---------- |
| 美國 | 2010年10月12日 | 數位下載 | 大機器唱片 |
| 美國 | 2010年11月14日 | 鄉村電台 | 大機器唱片 |
| 美國 | 2010年11月30日 | 主流電台 | 大機器唱片 |
| 英國 | 2011年3月20日  | 數位下載 | 环球唱片   |

## 外部連結
- YouTube上的《重回十二月》音樂錄影帶
- 斯威夫特官方網站上的歌詞